# Menhir di Outeiro

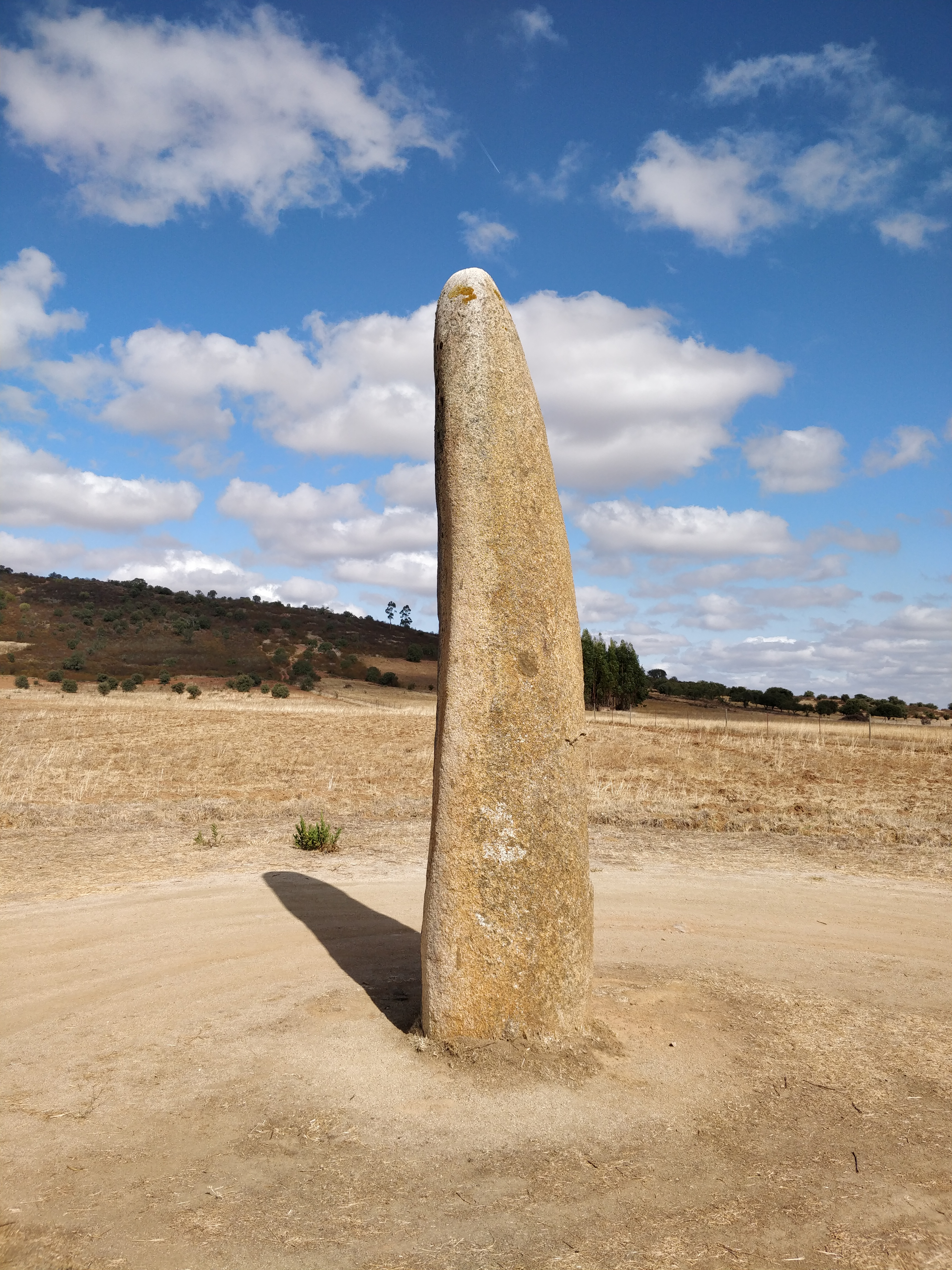
Menhir di Outeiro

Il menhir di Outeiro è una struttura megalitica, noto anche come Penedo Comprido (lungo masso), situato vicino il paese di Monsaraz , nel comune di Reguengos de Monsaraz, nella regione dell'Alentejo in Portogallo.

## Descrizione
Il mehir con i suoi 6 metri di altezza è il più alto del Portogallo.